# 앵무과
앵무과(Psittacidae)는 참앵무상과에 속하는 3개의 앵무새과 중의 하나로 2개의 아과로 이루어져 있다. 이 아과는 구대륙 또는 아프리카열대 앵무류(Psittacinae)와 신대륙 또는 신열대구 앵무류(Arinae)로 나뉜다. 구대륙에 약 10여 종, 신대륙에 148종이 분포하고 있으며, 일부 종들은 최근 세기에 멸종했다.

## 하위 아과
- 앵무아과 (Psittacinae)
  - Psittacus - 아프리카회색앵무 2종
  - Poicephalus - 9종 (세네갈앵무 포함)
- 큰앵무아과 (Arinae)
  - 큰앵무족 (Arini) - 큰앵무류(macaws) 및 쇠앵무류(parakeets)
  - 아마존앵무족 (Androglossini) - 7속
  - incertae sedis
    - 유리앵무속 (Forpus) - 7종
    - Pionites - 카이큐류 2종
    - 부채목앵무속 (Deroptyus) - 부채목앵무
    - Hapalopsittaca
    - Touit - 8종
    - Brotogeris
    - 사자나미앵무속 (Bolborhynchus) - 3종
    - Psilopsiagon - 2종, 이전에는 사자나무앵무속(Bolborhynchus)에 포함
    - 녹색쇠앵무속 (Myiopsitta) - 녹색쇠앵무
    - Nannopsittaca - 2종